# Cyclo-cross international de Veghel-Eerde
Le cyclo-cross international de Veghel-Eerde est une ancienne course de cyclo-cross disputée à Veghel-Eerde, dans la province du Brabant-Septentrional, aux Pays-Bas.

## Palmarès

### Hommes élites
| Année | Vainqueur    | Deuxième     | Troisième    |
| ----- | ------------ | ------------ | ------------ |
| 2006  | Bart Wellens | Thijs Al     | Petr Dlask   |
| 2007  | Sven Nys     | Niels Albert | Bart Wellens |
| 2008  | Niels Albert | Lars Boom    | Sven Nys     |

### Femmes élites
| Année | Vainqueur              | Deuxième       | Troisième       |
| ----- | ---------------------- | -------------- | --------------- |
| 2006  | Daphny van den Brand   | Marianne Vos   | Helen Wyman     |
| 2007  | Daphny van den Brand   | Saskia Elemans | Mirjam Melchers |
| 2008  | Reza Hormes-Ravenstijn | Loes Gunnewijk | Nikki Harris    |

### Hommes espoirs
| Année | Vainqueur         | Deuxième         | Troisième           |
| ----- | ----------------- | ---------------- | ------------------- |
| 2007  | Julien Taramarcaz | Bart Verschueren | Thijs van Amerongen |
| 2008  | Marek Konwa       | Jan Van Dael     | Dave De Cleyn       |

### Hommes juniors
| Année | Vainqueur          | Deuxième        | Troisième           |
| ----- | ------------------ | --------------- | ------------------- |
| 2006  | Ramon Sinkeldam    | Julian van Dijk | Jasper Ockeloen     |
| 2007  | Stef Boden         | Tijmen Eising   | Harm van der Sanden |
| 2008  | David van der Poel | Gert-Jan Bosman | Niels Koyen         |